# Jaime Oyola Romero
Jaime Oyola Romero es un administrador y político peruano. Fue alcalde del distrito de Papayal entre 1999 y 2002.
Nació en el distrito de Papayal, provincia de Zarumilla, departamento de Tumbes, Perú, el 5 de octubre de 1955. Cursó sus estudios primarios en su localidad natal y los secundarios en la ciudad de Zarumilla. Entre 1978 y 1979 cursó estudios técnicos de administración en la ciudad de Lima.
Su primera participación política se dio en las elecciones municipales de 1998 en las que fue elegido alcalde del distrito de Papayal por el movimiento "Frontera Viva". Tentó su reelección a ese cargo en las elecciones municipales del 2002, del 2006 y del 2014 sin éxito en ninguna de ellas. Participó en las elecciones regionales del 2018 como candidato a la vicepresidencia del Gobierno Regional de Tumbes por el movimiento Yo sí Amo a tumbes sin éxito.